# Крулак, Виктор Гарольд
Виктор Гарольд Крулак (7 января 1913 — 29 декабря 2008) — генерал-лейтенант корпуса морской пехоты США, участник Второй мировой, Корейской и Вьетнамской войн, удостоился множества наград, отец 31-го коменданта корпуса морской пехоты Чарльза Крулака. Автор труда First to Fight: An Inside View of the U.S. Marine Corps, за который товарищи по корпусу считали его провидцем. Позднее работал в СМИ.

## Биография
Родился в г. Денвер, штат Колорадо в еврейской семье Мориса и Бесси (Заль) Крулак. Позднее он отрицал своё еврейское происхождение и заявлял, что был в воспитан в лоне епископальной церкви. Был женат на Эми Чандлер с 1936 и до её смерти в 2004 году. У них было трое детей.
По окончании Военно-морской академии США 31 мая 1934 Крулак получил назначение в корпус морской пехоты в звании второго лейтенанта. Службу начал на борту линкора «Аризона» (во время учёбы в академии), затем в составе шестого полка морской пехоты в Сан-Диего и четвёртого полка в Китае (1937-39). В 1940 году Крулак окончил школу для младшего командного состава в Куантико, штат Виргиния и получил назначение в первую бригаду морской пехоты в составе сил морской пехоты флота, позднее преобразованную в первую дивизию морской пехоты.
Будучи наблюдателем в Шанхае в входе второй Японо-китайской войны в 1937 году Крулак заснял на фотоплёнку высадку японского десанта с десантного судна с наклонной рампой. Осознав потенциал такого вида судов для ВС США Крулак отправил детальное описание и фотографии в Вашингтон. Годами спустя он нашёл, что его материалы были погребены в архиве с пометкой «досужие вымыслы из Китая». Крулак разработал модель японского судна и обсудил устройство убирающейся рампы с судостроителем Эндрю Хиггинсом, который использовал идеи Крулака при проектировании десантного катера типа LCVP или т. н. «лодки Хиггинса», сыгравшей критически важную роль в ходе высадки в Нормандии и механизированных высадок на Тихом океане.
В начале второй мировой войны капитан Крулак служил адъютантом у генерала Холланда М. Смита, командующего механизированным десантным корпусом Атлантического флота. Крулак добровольно поступил на парашютную подготовку и по её окончании получил назначение на Тихий океан командиром второго парашютного батальона первого механизированного корпуса морской пехоты. Боевое крещение он получил на острове Велья-Лавелья в составе второй новозеландской бригады.
В 1943 подполковник Крулак удостоился военно-морского креста и Пурпурного сердца за диверсионный рейд на остров Шуазель, его батальон в течение недели выполнял рейд прикрывая тем самым вторжение на остров Бугенвиль. Позднее он присоединился к новосформированной шестой дивизии морской пехоты и принял участие в Окинавской кампании, стал свидетелем капитуляции японских войск на территории Китая. За службу он получил орден «Легион почёта» с литерой "V" за доблесть и Бронзовую звезду.

Подполковник корпуса морской пехоты США Виктор Г. Крулак  награждается военно-морским крестом за выдающийся героизм на посту командира второго батальона первого парашютного полка морской пехоты в ходе действий на острове Шуазель, Соломоновы острова с 28 октября по 3 ноября 1943 года. Получив цель отвлечь внимание противника от движения наших основных наступательных сил в залив императрицы Августы на остров Буневиль подполковник Крулак высадился на Шуазеле и дерзновенно повёл свой батальон против японцев, уничтожая сотни тонн материальных запасов, поджигая лагеря и десантные баржи. Несмотря на ранение полученное в ходе штурма 30 октября он постоянно отказывался уступить командование и с неустрашимой отвагой и упрямой преданностью долгу продолжал вести свой батальон против численно превосходящих японских сил. Его выдающееся лидерство и неукротимый боевой дух обеспечили успех этой жизненно важной миссии и поддержали высочайшие традиции военно-морской службы США.    
Оригинальный текст (англ.)
The Navy Cross is presented to Victor H. Krulak, Lieutenant Colonel, U.S. Marine Corps, for extraordinary heroism as Commanding Officer of the Second Battalion, First Marine Parachute Regiment, during operations on Choiseul Island, Solomon Islands, October 28 to November 3, 1943. Assigned the task of diverting hostile attention from the movements of our main attack force en route to Empress Augusta Bay, Bougainville Island, Lieutenant Colonel Krulak landed at Choiseul and daringly directed the attack of his battalion against the Japanese, destroying hundreds of tons of supplies and burning camps and landing barges. Although wounded during the assault on October 30, he repeatedly refused to relinquish his command and with dauntless courage and tenacious devotion to duty, continued to lead his battalion against the numerically superior Japanese forces. His brilliant leadership and indomitable fighting spirit assured the success of this vital mission and were in keeping with the highest traditions of the United States Naval Service.
— 
По окончании операции  в эвакуации людей Крулака принимал участие катер PT-59 ВМС США, капитаном которого был Джон Ф. Кеннеди. В знак благодарности Крулак пообещал Кеннеди бутылку виски, но выполнил своё обещание только спустя двадцать лет, когда Кеннеди уже был президентом США.
После войны Крулак вернулся в США и служил на посту заместителя директора старшей школы на базе морской пехоты Куантико, позднее командиром пятого полка морской пехоты на базе Кэмп-Пендлтон.
Во время начала Корейской война Крулак занимал пост заместителя начальника штаба (G-3) сил морской пехоты флота на Тихом океане. Впоследствии он служил в Корее главой штаба первой дивизии морской пехоты, за что удостоился второго ордена «Легион почёта» с боевой литерой "V" и воздушной медали.
С 1951 по 1955 Крулак служил в главном штабе морской пехоты военным секретарём генерального штаба (по сути, старший советник коменданта корпуса), затем занял пост главы штаба сил морской пехоты флота на Тихом океане.
В июле 1956 Крулак был произведён в бригадные генералы и был назначен заместителем командира третьей дивизии морской пехоты на Окинаве. С 1957 по 1959 он служил директором образовательного центра морской пехоты в Куантико. В ноябре 1959 он был произведён в генерал-майоры и на следующий месяц принял командование над базой подготовки рекрутов корпуса в Сан-Диего, штат Калифорния.

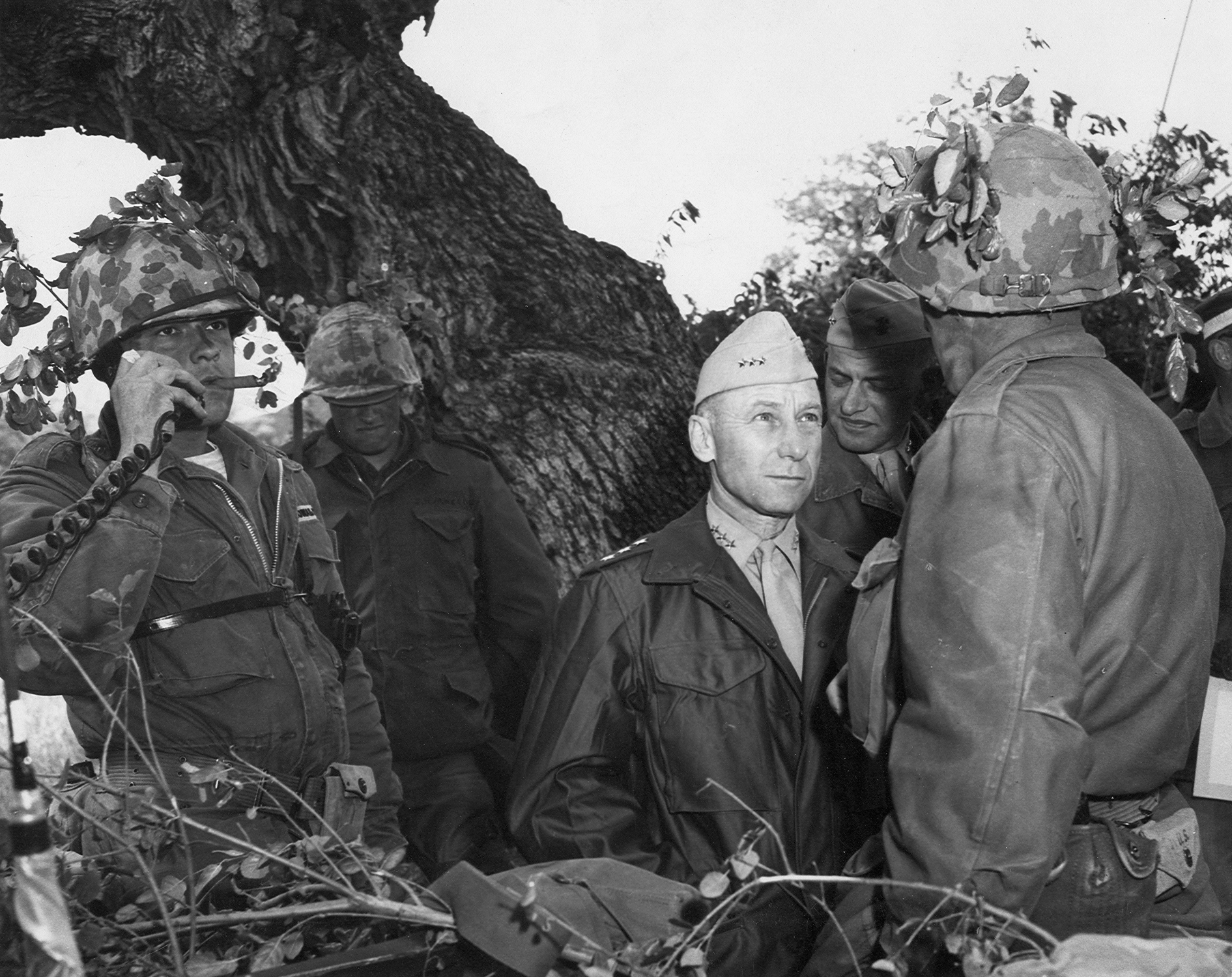
Генерал-лейтенант Крулак на учениях в Кэмп-Пендлтоне, 7 мая 1964 года

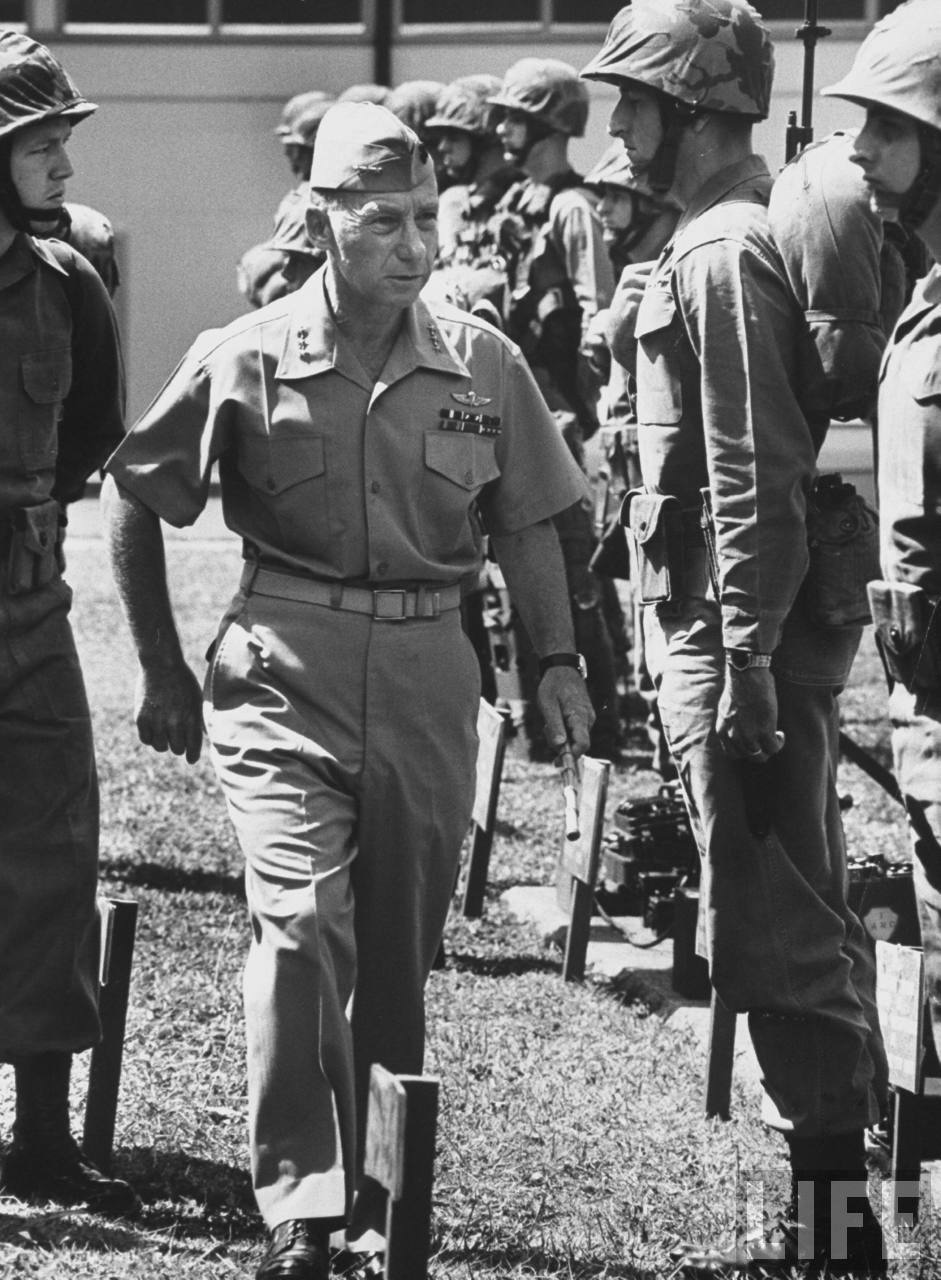
Крулак на инспекции морской пехоты в первой роте связи вооружения военно-морской авиации на Гавайях, апрель 1965.

С 1962 по 1964 Крулак служил на посту специального помощника по антипартизанским действиям в объединённом комитете начальников штабов, за эту службу он получил третий орден «Легион почёта» от самого председателя комитета генерала Максвелла Тейлора. В это период американские военные советники помогали южновьетнамским военным вести военные действия против Вьетконга. В сентябре 1963 генерал-майор Крулак и дипломат Джозеф Менденхолл предприняли поездку в Южный Вьетнам, чтобы оценить военные перспективы. Крулак заявил, что ситуация отличная и поддержал президента Нго Динь Зьема, но Менденхолл высказал противоположное мнение, что побудило Кеннеди задать свой знаменитый вопрос: ездили ли они оба в одну и ту же страну? В конце декабря 1963 года новоизбранный президент Линдон Джонсон приказал сборной группе (из разных департаментов) под руководством Крулака изучить операцию OPLAN 34A (совершенно секретная операция по нанесению ударов по Северному Вьетнаму) и выбрать цели в Северном Вьетнаме по которым США могут нанести удар с минимальным риском для населения в связи с политикой администрации Джонсона по растущему давлению на Северный Вьетнам.     
1 марта 1964 Крулак был назначен на пост командующего силами морской пехоты флота на Тихом океане и произведён в генерал-лейтенанты. В последующие четыре года Крулак отвечал за все подразделения морской пехоты на Тихом океане, предпринял 54 поездки на вьетнамский театр. Многие авторы включая Корама (2010) считают, что база Чу Лай, строительство которой было начато в мае 1965 была названа в честь Крулака (согласно китайскому варианту его имени).
С началом Вьетнамской войны Крулак выдвинул теорию «расширения чернильных пятен» т.е. расширения действий небольших частей, умиротворяющих одну южновьетнамскую деревню за другой, в то время как крупные вражеские отряды должны были натолкнуться на превосходящую огневую мощь сил генерала Уэстморленда. Крулак также призывал к интенсивным бомбардировкам Северного Вьетнама и минированию Хайфонского залива. Его планы были отвергнуты, поскольку Уэстморленд полагал, что противника можно сломить превосходящей огневой мощью а администрация Джонсона полагала, что неослабевающие бомбардировки Северного Вьетнама могут спровоцировать СССР и КНР на вмешательство. Крулак выступал против организации базы морской пехоты в Кхешани.
Крулак надеялся стать следующим комендантом корпуса, но президент Линдон Джонсон в 1967 году выбрал на этот пост генерал-лейтенанта Леонарда Чэпмена. В результате Крулак ушёл в отставку 1 июля 1968 получив флотскую медаль «За выдающуюся службу». Военный историк Роберт Корам полагал, что на выбор президента повлияла критика Крулаком ограничений военных операций во Вьетнаме. Сын Виктора Крулака Чарльз Крулак стал 31-м комендантом корпуса и занимал этот пост с 1995 по 1999 годы.
Крулак изначально был сторонником использования вертолётов как орудия нападения, также внёс вклад в развитие лодок Хиггинса, с которых происходила высадка людей и материалов на пляжи в ходе Второй мировой войны.
После ухода в отставку Крулак работал в организации Copley Newspapers, служил на посту президента новостной службы Copley News Service и вице-президентом Copley Press. В 1977 Крулак покинул Copley, хотя продолжил сотрудничество с новостной службой организации. Крулак также написал несколько книг, включая портретную историю корпуса морской пехоты First to Fight.
Находясь в отставке Крулак участвовал в общественных организациях, в деятельности корпуса морской пехоты. Он был председателем и членом правления Зоологического общества Сан-Диего  Его жена Энн умерла в 2004 году.
Крулак умер 29 декабря 2008 года в возрасте 95 лет в Сан-Диего, Калифорния. После него осталось три сына – генерал Чарльз Крулак, комендант корпуса морской пехоты; преподобный Виктор Крулак, командующий корпусом капелланов флота, преподобный Уильям Крулак, полковник морской пехоты и четверо внуков и десять правнуков. Похоронная служба прошла 8 января 2009 года в часовне на базе морской пехоты MCAS Miramar, тело было погребено на национальном кладбище Форт-Роузкранс.
Крулак был личным другом Рональда Рейгана, они регулярно писали друг другу.

## Награды и почести
Крулак получил следующие награды и знаки отличия:
| |                            |                            |                            |
| |                            |                            |                            |
| |                            |                            |                            |
| Бронзовая звезда за службу · Бронзовая звезда за службу · Бронзовая звезда за службу                              | Бронзовая звезда за службу | Бронзовая звезда за службу |                            |
| Бронзовая звезда за службу · Бронзовая звезда за службу · Бронзовая звезда за службу                              |                            |                            | Бронзовая звезда за службу |
| Бронзовая звезда за службу · Бронзовая звезда за службу · Бронзовая звезда за службу · Бронзовая звезда за службу | Бронзовая звезда за службу |                            |                            |
| |                            |                            |                            |
| |                            |                            |                            |

| Военно-морской крест                                                        | Военно-морской крест                                                        | Военно-морской крест                                                        | Военно-морской крест                                                        | Военно-морской крест                                     | Военно-морской крест                                     | Военно-морской крест                                     | Военно-морской крест                                     | Медаль «За выдающуюся службу» флота         | Медаль «За выдающуюся службу» флота         | Медаль «За выдающуюся службу» флота         | Медаль «За выдающуюся службу» флота         | Медаль «За выдающуюся службу» флота                               | Медаль «За выдающуюся службу» флота                               | Медаль «За выдающуюся службу» флота                               | Медаль «За выдающуюся службу» флота                               |
| Орден «Легион почёта» с двумя звёздами повторного награждения с литерой «V» | Орден «Легион почёта» с двумя звёздами повторного награждения с литерой «V» | Орден «Легион почёта» с двумя звёздами повторного награждения с литерой «V» | Орден «Легион почёта» с двумя звёздами повторного награждения с литерой «V» | Бронзовая звезда с литерой «V»                           | Бронзовая звезда с литерой «V»                           | Бронзовая звезда с литерой «V»                           | Бронзовая звезда с литерой «V»                           | Пурпурное сердце                            | Пурпурное сердце                            | Пурпурное сердце                            | Пурпурное сердце                            | Воздушная медаль                                                  | Воздушная медаль                                                  | Воздушная медаль                                                  | Воздушная медаль                                                  |
| Navy Presidential Unit Citation c тремя звёздами за службу                  | Navy Presidential Unit Citation c тремя звёздами за службу                  | Navy Presidential Unit Citation c тремя звёздами за службу                  | Navy Presidential Unit Citation c тремя звёздами за службу                  | Медаль «За службу в Китае» с одной звездой за службу     | Медаль «За службу в Китае» с одной звездой за службу     | Медаль «За службу в Китае» с одной звездой за службу     | Медаль «За службу в Китае» с одной звездой за службу     | Медаль «За защиту Америки» с пряжкой «база» | Медаль «За защиту Америки» с пряжкой «база» | Медаль «За защиту Америки» с пряжкой «база» | Медаль «За защиту Америки» с пряжкой «база» | Медаль «За Американскую кампанию»                                 | Медаль «За Американскую кампанию»                                 | Медаль «За Американскую кампанию»                                 | Медаль «За Американскую кампанию»                                 |
| Медаль «За Азиатско-тихоокеанскую кампанию» c тремя звёздами за службу      | Медаль «За Азиатско-тихоокеанскую кампанию» c тремя звёздами за службу      | Медаль «За Азиатско-тихоокеанскую кампанию» c тремя звёздами за службу      | Медаль «За Азиатско-тихоокеанскую кампанию» c тремя звёздами за службу      | Медаль Победы во Второй мировой войне                    | Медаль Победы во Второй мировой войне                    | Медаль Победы во Второй мировой войне                    | Медаль Победы во Второй мировой войне                    | Navy Occupation Service Medal               | Navy Occupation Service Medal               | Navy Occupation Service Medal               | Navy Occupation Service Medal               | Медаль «За службу национальной обороне» с одной звездой за службу | Медаль «За службу национальной обороне» с одной звездой за службу | Медаль «За службу национальной обороне» с одной звездой за службу | Медаль «За службу национальной обороне» с одной звездой за службу |
| Медаль «За службу в Корее» с четырьмя звёздами за службу                    | Медаль «За службу в Корее» с четырьмя звёздами за службу                    | Медаль «За службу в Корее» с четырьмя звёздами за службу                    | Медаль «За службу в Корее» с четырьмя звёздами за службу                    | Медаль «За службу во Вьетнаме» с одной звездой за службу | Медаль «За службу во Вьетнаме» с одной звездой за службу | Медаль «За службу во Вьетнаме» с одной звездой за службу | Медаль «За службу во Вьетнаме» с одной звездой за службу | Order of Service Merit, второй класс        | Order of Service Merit, второй класс        | Order of Service Merit, второй класс        | Order of Service Merit, второй класс        | Национальный орден Вьетнама, командор                             | Национальный орден Вьетнама, командор                             | Национальный орден Вьетнама, командор                             | Национальный орден Вьетнама, командор                             |
| Крест «За храбрость» (Южный Вьетнам) с пальмовым листом                     | Крест «За храбрость» (Южный Вьетнам) с пальмовым листом                     | Крест «За храбрость» (Южный Вьетнам) с пальмовым листом                     | Крест «За храбрость» (Южный Вьетнам) с пальмовым листом                     | Благодарность президента Республики Корея                | Благодарность президента Республики Корея                | Благодарность президента Республики Корея                | Благодарность президента Республики Корея                | Медаль «За службу ООН в Корее»              | Медаль «За службу ООН в Корее»              | Медаль «За службу ООН в Корее»              | Медаль «За службу ООН в Корее»              | Медаль вьетнамской кампании                                       | Медаль вьетнамской кампании                                       | Медаль вьетнамской кампании                                       | Медаль вьетнамской кампании                                       |

В 2004 генерал-лейтенант Крулак удостоился награды почётных выпускников выдающегося выпуска военно-морской академии  которые «посвятили жизнь службе нации или вооружённым силам, внесли значительный и выдающийся национальный вклад через общественную службу и продемонстрировали стойкий интерес в поддержании флота или корпуса морской пехоты и военно-морской академии США. Эти люди стали олицетворением миссии военно-морской академии подготовить выпускников …к принятию высочайшей ответственности командования, гражданства и правления.»
На первом ежегодном банкете Ассоциации корпуса морской пехоты 2007 года министр обороны Роберт Гейтс рассказал об истории пребывания Крулака в Китае и о его карьере:

Конечно, Крулак сделал легендарную карьеру: Военно-морской крест, советник по антипартизанским действиям Объединённого комитета, командующий силами морской пехоты флота на Тихом океане в ходе Вьетнамской войны и отец будущего коменданта корпуса Чака Крулака…История и свершения Виктора Крулака хорошо учат нас:
- Изучению опыта и неудач прошлого
- Быть открытым идеям и вдохновению откуда бы они не пришли
- Преодолению шаблонного мышления и бюрократических препятствий на нашем пути.

Оригинальный текст (англ.)
Krulak’s was, of course, a legendary career: Navy Cross; counterinsurgency advisor to the Joint Staff; commander of the Fleet Marines in the Pacific during the Vietnam War; and, father of a future Marine Commandant, Chuck Krulak.... Victor Krulak’s story and accomplishments teach us a good deal:
- About learning from the experiences and setbacks of the past;
- About being open to take ideas and inspiration from wherever they come; and
- About overcoming conventional wisdom and bureaucratic obstacles thrown in one’s path.

— 
Книга Крулака First to Fight выиграла в 1984 году награду Samuel Eliot Morison Award for Naval Literature.
Центр Brute Krulak Center for Innovation and Creativity (BKCIC) в университете Корпуса морской пехоты назван в честь Виктора Крулака.

## Опубликованные работы
- First to Fight: View of the U.S. Marines (неопр.). — Simon & Schuster, 1991. — ISBN 0-671-73012-6.
- Panama: An Assessment (неопр.). — U.S. Strategic Institute, 1990. — ISBN 0-913187-03-8.
- Organization for National Security: A Study (англ.). — U.S. Strategic Institute, 1983. — ISBN 0-913187-00-3.